# Шевченко (Нікольська селищна громада)
Шевче́нко — село Нікольської селищної громади Маріупольського району Донецької області України. Відстань до центру громади становить близько 17 км автошляхом Т 0523.

## Відомі люди
У селі народився Осипцов Володимир Нестерович — віце-президент ВАТ «Азовмаш».

## Населення
За даними перепису 2001 року населення села становило 429 осіб, із них 30,54 % зазначили рідною мову українську, 69,23 %— російську та 0,23 %— молдовську мову.